# Албіш (Біхор)
Албіш (рум. Albiș) — село у повіті Біхор в Румунії. Входить до складу комуни Будуслеу.
Село розташоване на відстані 443 км на північний захід від Бухареста, 43 км на північний схід від Ораді, 123 км на північний захід від Клуж-Напоки.

## Населення
За даними перепису населення 2002 року у селі проживали 965 осіб.
Національний склад населення села:
| Національність | Кількість осіб | Відсоток |
| -------------- | -------------- | -------- |
| угорці         | 909            | 94,2%    |
| цигани         | 37             | 3,8%     |
| румуни         | 16             | 1,7%     |

Рідною мовою назвали:
| Мова      | Кількість осіб | Відсоток |
| --------- | -------------- | -------- |
| угорська  | 941            | 97,5%    |
| румунська | 18             | 1,9%     |

## Значимі люди
- Янош Іріньї (1817 —1895) — угорський хімік.
- Йожеф Іріньї (1822 —1859) — угорський журналіст, перекладач.